# Смюлдерс, Марлис
Марлис Смюлдерс (нидерл. Marlies Smulders, род.22 февраля 1984) — голландская спортсменка, гребчиха, призёр чемпионата мира по академической гребле и Летних Олимпийских игр 2008, 2012 года.

## Биография
Марлис Жаннетта Франциска Смюлдерс родилась 22 февраля 1984 года в Амстелвене, провинция Северная Голландия. Профессиональную карьеру гребца начала с 1999 года. Тренируется в составе клуба «RV Skøll», Амстердам. Первые соревнования на международной арене в которых Смюлдерс приняла участие был чемпионат мира среди юниоров 1999 года (1999 WORLD ROWING JUNIOR CHAMPIONSHIPS) в Пловдиве, Болгария. В финале FB голландская команда заняла лишь четвёртое место, пропустив вперед соперниц из Польши (3-е место), Венгрии (2-е место) и Украины (1-е место).
На Летних Олимпийских играх 2008 года в Пекине, Смюлдерс в составе голландской восьмёрки завоевала серебряную медаль. С результатом 06:07.220 они уступили золото заплыва соперницам из США (06:05.340).
В 2012 году во время Летних Олимпийских игр в Лондоне голландская восьмёрка, в составе который была Смюлдерс, с результатом 6:13.12 заняла третье место, уступив первенство командам из Канады (6:12.06 — 2-е место) и США (6:10.59 — 1-е место).